# Capilla de Santo Medero (Isongo)
La capilla de Santo Medero es una pequeña capilla rural española situada en la localidad de Isongo en el concejo asturiano de Cangas de Onís.
Se trata de una capilla rural edificada en el siglo XVIII, con añadidos posteriores, como la espadaña del siglo XIX. Tiene planta rectangular precedida de un pórtico con cubierta a cuatro aguas. El pórtico se cierra con un muro de piedra rematado por la espadaña. Se accede al interior a través de una portada de medio punto con rejería de madera.
El interior de la capilla se cubre con bóveda estrellada cuyos nervios arrancan de ménsulas. Las claves de los arcos se decoran con motivos místicos y astronómicos.
La cabecera está cubierta con pinturas murales de fines del siglo XVIII. En el interior se conserva un retablo popular con la imagen de Santo Medero (Castellanización del nombre asturiano "Santu Mederu" de San Emeterio).
La capilla de Santo Medero es uno de los escasos ejemplos de arquitectura rural con decoración mural. Pertenece a la escuela de pintura popular que se desarrolló en la zona oriental de Asturias durante el siglo XVIII.